# Conselho de Aragão

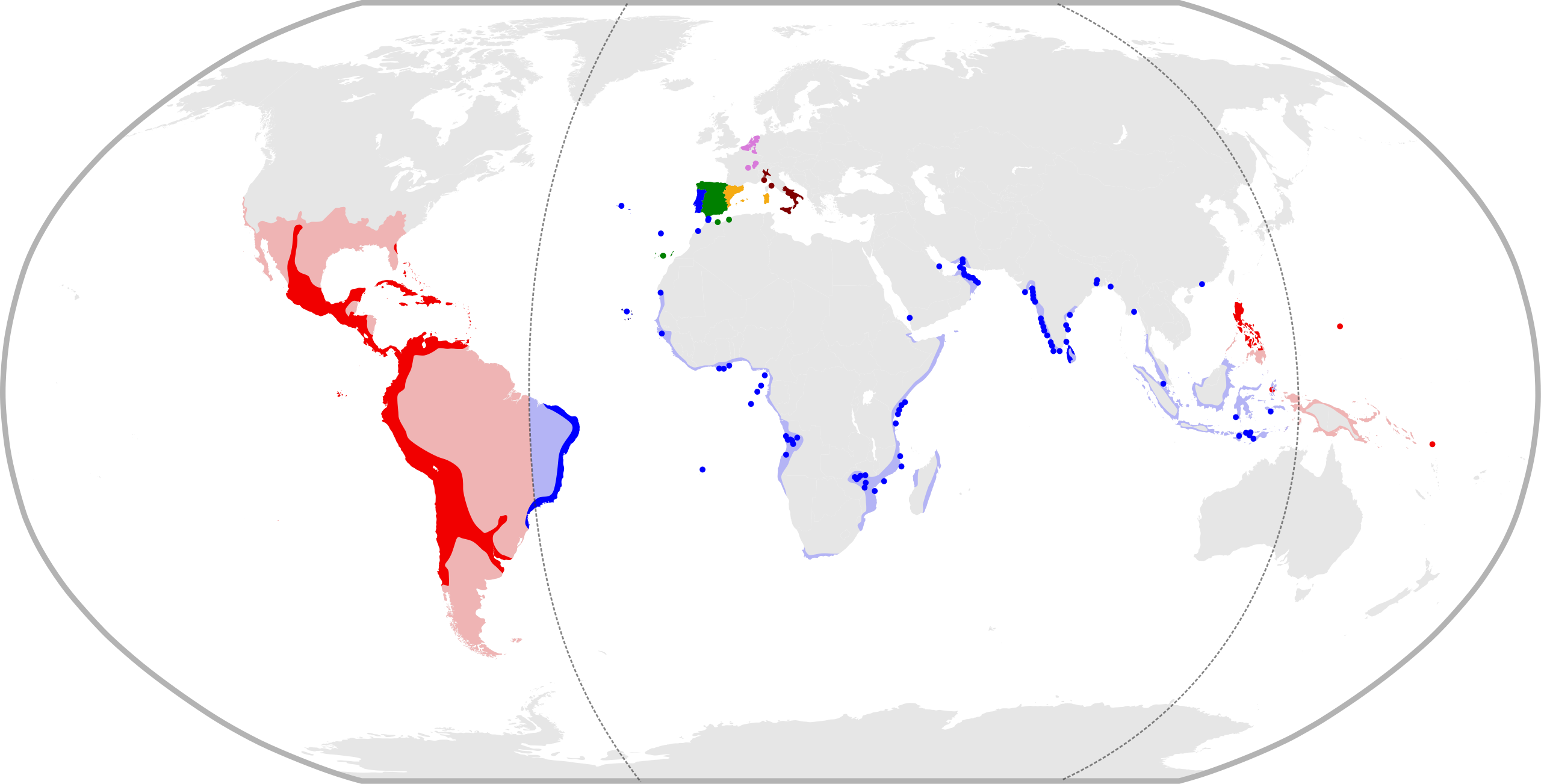
Mapa do Império Hispano-Português em 1598.
Territórios administrados pelo Conselho de Castela
Territórios administrados pelo Conselho de Aragão
Territórios administrados pelo Conselho de Portugal
Territórios administrados pelo Conselho da Itália
Territórios administrados pelo Conselho das Índias
Territórios nomeados para o Conselho de Flandres

O Conselho de Aragão, oficialmente, o Real e Supremo Conselho de Aragão (em castelhano:  Real y Supremo Consejo de Aragón; em aragonês:  Consello d 'Aragón; em catalão:  Consell Suprem d'Aragó), foi um órgão governante e parte fundamental do governo interno do Império Espanhol na Europa, perdendo apenas para o próprio monarca. Administrava a Coroa de Aragão, que era composta pelo Reino de Aragão, Principado da Catalunha (incluindo Roussillon até 1659), Reino de Valência, Reino de Maiorca e Reino da Sardenha. As possessões aragonesas no Sul da Itália (Nápoles e Sicília) foram posteriormente incorporadas ao Conselho da Itália, juntamente com o Ducado de Milão, em 1556. O Conselho de Aragão governou esses territórios como parte da Espanha, e mais tarde da União Ibérica.

## História
O Conselho de Aragão foi resultado da natureza composta do Império Espanhol, composto de reinos individuais governados por um rei comum, mas cada um mantendo suas próprias leis, costumes e governo. Fernando II, junto com sua esposa Isabel, foi o primeiro governante de Castela e Aragão. Como Fernando II foi coroado rei de Castela antes de se tornar rei de Aragão (1474 e 1479, respectivamente), a maior parte de seu tempo foi gasto na corte real castelhana em Valladolid, e não em Aragão. Esse absentismo real criou problemas no governo e na organização das terras de Aragão. Como resultado, o vice-rei e os sistemas conciliares surgiram para resolver esses problemas administrativos. Em 1494, o Conselho de Aragão foi fundado a partir do que anteriormente era o Conselho Real dos Reis de Aragão. O Conselho era composto por um Tesoureiro-Geral, um Vice-Chanceler e cinco Regentes. Todos esses cargos, exceto o de Tesoureiro-Geral, eram preenchidos por aragoneses nativos. Muitos dos membros do Conselho provinham dos letrados, a classe de advogados com que Fernando e Isabel contavam para a organização administrativa de suas terras. Embora o vice-rei continuasse a ser a administração suprema em Aragão, o Conselho controlava as suas atividades e era o elo entre o vice-rei e o rei. Suas funções incluíam receber relatórios dos vice-reis, aconselhar o rei sobre suas políticas e despachar as ordens do rei para vários territórios. Por meio do Conselho de Aragão, o rei foi capaz de supervisionar territórios que não podia visitar e interagir com os nativos desses locais.
O Conselho de Aragão serviu de base para futuros Conselhos que foram criados à medida que o Império Espanhol se expandia no século XVI. Gaspar de Guzmán, Conde-Duque de Olivares, em seu memorando sobre o governo espanhol para o Rei Filipe IV, disse sobre os conselhos:

 Como o rei é representado de diferentes formas, sendo rei de diferentes reinos que foram incorporados à Coroa, preservando suas identidades distintas, é necessário que haja na Corte um Conselho para cada um. Considera-se assim que Vossa Majestade está presente em cada reino.
Conselhos foram estabelecidos não apenas para cada uma das possessões da Espanha (por exemplo Itália, Portugal e Flandres), mas também para assuntos gerais, como o Conselho da Inquisição (para assuntos religiosos), o Conselho de Guerra e o Conselho de Estado. Sob Filipe II, o Conselho de Estado permaneceu bastante pequeno, pois o rei preferia tomar suas próprias decisões. No entanto, sob Filipe III ele cresceu e se tornou a "pedra de sustentação do sistema".
Embora as vantagens do sistema conciliar fossem óbvias, o sistema também tinha as suas desvantagens. Não restou nenhuma associação entre as diferentes partes do império ou tentativa de quebrar as barreiras entre os seus povos díspares. Na verdade, a única coisa que os unia era a presença de um rei comum. Além disso, não houve nenhum esforço para estabelecer um governo comum ou promover laços econômicos e comerciais entre as várias províncias. Os interesses individuais de uma província tiveram prioridade sobre uma medida que poderia beneficiar a todos. Como resultado, no século XVI, tanto em Aragão como noutros territórios governados pelos conselhos, faltava qualquer forma real de associação.